# Eparchie Sagar
De eparchie Sagar (Latijn: Dioecesis Sagarensis) is een Syro-Malabar-katholieke eparchie met als zetel Sagar, in India. De eparchie is suffragaan aan het aartsbisdom Bhopal. 

## Geschiedenis
De eparchie werd opgericht op 29 juli 1968, als het aartsbisschoppelijk exarchaat Sagar, uit delen van het aartsbisdom Bhopal. Op 26 februari 1977 werd het verheven tot eparchie. 

## Parochies
De eparchie had in 2020 een oppervlakte van 39.029 km2 en telde 5.544.415 inwoners waarvan 0,1% rooms-katholiek was.

## Bisschoppen
- Clement Thottungal (exarch: 29 juli 1968, bisschop: 26 februari 1977 - 20 december 1986)
- Joseph Pastor Neelankavil (20 december 1986 - 2 februari 2006)
- Anthony Chirayath (2 februari 2006 - 12 januari 2018)
- James Athikalam (12 januari 2018 - heden)

Bhopal (aartsbisdom) · Gwalior · Indore · Jabalpur · Jhabua · Khandwa · Sagar (Syro-Malabar) · Satna (Syro-Malabar) · Ujjain (Syro-Malabar)